# Równorzędność stopni polskich służb mundurowych
Równorzędność stopni polskich służb mundurowych określa Rozporządzenie Rady Ministrów z dnia 23 stycznia 2019 r. w sprawie równorzędności stopni policyjnych, Urzędu Ochrony Państwa, Agencji Bezpieczeństwa Wewnętrznego, Agencji Wywiadu, Służby Kontrwywiadu Wojskowego, Służby Wywiadu Wojskowego, Biura Ochrony Rządu, Służby Ochrony Państwa, Służby Celno-Skarbowej, Straży Marszałkowskiej, Państwowej Straży Pożarnej, Służby Więziennej i stopni wojskowych ze stopniami służbowymi Straży Granicznej.

## Równorzędne stopnie służb mundurowych
| Straż Graniczna                            | Policja                     | Urząd Ochrony Państwa     | Agencja Bezpieczeństwa Wewnętrznego, Agencja Wywiadu, Służba Kontrwywiadu Wojskowego, Służba Wywiadu Wojskowego | Biuro Ochrony Rządu, Służba Ochrony Państwa | Służba Celno-Skarbowa | Straż Marszałkowska | Państwowa Straż Pożarna | Służba Więzienna             | Stopnie wojskowe         | Marynarka Wojenna                  |
| ------------------------------------------ | --------------------------- | ------------------------- | --- | ------------------------------------------- | --------------------- | ------------------- | ----------------------- | ---------------------------- | ------------------------ | ---------------------------------- |
| szeregowy SG (marynarz SG)                 | posterunkowy                | szeregowy                 | szeregowy | szeregowy                                   | aplikant              | aplikant            | strażak                 | szeregowy SW                 | szeregowy                | marynarz                           |
| starszy szeregowy SG (starszy marynarz SG) | starszy posterunkowy        | starszy szeregowy         | starszy szeregowy                                                                                               | starszy szeregowy                           | starszy aplikant      | starszy aplikant    | starszy strażak         | starszy szeregowy SW         | starszy szeregowy        | starszy marynarz                   |
| kapral SG (mat SG)                         | –                           | kapral                    | kapral | kapral                                      | młodszy rewident      | młodszy strażnik    | sekcyjny                | kapral SW                    | kapral                   | mat                                |
| kapral SG (mat SG)                         | –                           | starszy kapral            | starszy kapral                                                                                                  | kapral                                      | młodszy rewident      | młodszy strażnik    | starszy sekcyjny        | starszy kapral SW            | starszy kapral           | starszy mat                        |
| plutonowy SG (bosmanmat SG)                | –                           | plutonowy                 | plutonowy | plutonowy                                   | rewident              | młodszy strażnik    | młodszy ogniomistrz     | plutonowy SW                 | plutonowy                | bosmanmat                          |
| plutonowy SG (bosmanmat SG)                | –                           | starszy plutonowy         | starszy plutonowy                                                                                               | plutonowy                                   | rewident              | młodszy strażnik    | młodszy ogniomistrz     | plutonowy SW                 | plutonowy                | bosmanmat                          |
| sierżant SG (bosman SG)                    | sierżant Policji            | sierżant                  | sierżant | sierżant                                    | starszy rewident      | strażnik            | ogniomistrz             | sierżant SW                  | sierżant                 | bosman                             |
| sierżant SG (bosman SG)                    | sierżant Policji            | sierżant                  | sierżant | sierżant                                    | młodszy rachmistrz    | strażnik            | ogniomistrz             | sierżant SW                  | sierżant                 | bosman                             |
| starszy sierżant SG (starszy bosman SG)    | starszy sierżant Policji    | starszy sierżant          | starszy sierżant                                                                                                | starszy sierżant                            | rachmistrz            | strażnik            | starszy ogniomistrz     | starszy sierżant SW          | starszy sierżant         | starszy bosman                     |
| sierżant sztabowy SG (bosman sztabowy SG)  | sierżant sztabowy Policji   | sierżant sztabowy         | sierżant sztabowy                                                                                               | –                                           | starszy rachmistrz    | starszy strażnik    | –                       | sierżant sztabowy SW         | –                        | –                                  |
| sierżant sztabowy SG (bosman sztabowy SG)  | sierżant sztabowy Policji   | starszy sierżant sztabowy | starszy sierżant sztabowy                                                                                       | –                                           | starszy rachmistrz    | starszy strażnik    | –                       | starszy sierżant sztabowy SW | –                        | –                                  |
| młodszy chorąży SG                         | młodszy aspirant Policji    | młodszy chorąży           | młodszy chorąży                                                                                                 | młodszy chorąży                             | młodszy aspirant      | młodszy aspirant    | młodszy aspirant        | młodszy chorąży SW           | młodszy chorąży          | młodszy chorąży marynarki          |
| chorąży SG                                 | aspirant Policji            | chorąży                   | chorąży | chorąży                                     | aspirant              | aspirant            | aspirant                | chorąży SW                   | chorąży                  | chorąży marynarki                  |
| starszy chorąży SG                         | starszy aspirant Policji    | starszy chorąży           | starszy chorąży                                                                                                 | starszy chorąży                             | starszy aspirant      | starszy aspirant    | starszy aspirant        | starszy chorąży SW           | starszy chorąży          | starszy chorąży marynarki          |
| starszy chorąży SG                         | starszy aspirant Policji    | młodszy chorąży sztabowy  | młodszy chorąży sztabowy                                                                                        | starszy chorąży                             | starszy aspirant      | starszy aspirant    | starszy aspirant        | starszy chorąży SW           | starszy chorąży          | starszy chorąży marynarki          |
| chorąży sztabowy SG                        | aspirant sztabowy Policji   | chorąży sztabowy          | chorąży sztabowy                                                                                                | –                                           | –                     | aspirant sztabowy   | aspirant sztabowy       | –                            | –                        | –                                  |
| starszy chorąży sztabowy SG                | –                           | starszy chorąży sztabowy  | starszy chorąży sztabowy                                                                                        | –                                           | –                     | –                   | –                       | –                            | starszy chorąży sztabowy | starszy chorąży sztabowy marynarki |
| podporucznik SG                            | podkomisarz Policji         | podporucznik              | podporucznik | podporucznik                                | podkomisarz           | podkomisarz         | młodszy kapitan         | podporucznik SW              | podporucznik             | podporucznik marynarki             |
| porucznik SG                               | komisarz Policji            | porucznik                 | porucznik | porucznik                                   | komisarz              | komisarz            | kapitan                 | porucznik SW                 | porucznik                | porucznik marynarki                |
| kapitan SG                                 | nadkomisarz Policji         | kapitan                   | kapitan | kapitan                                     | nadkomisarz           | nadkomisarz         | starszy kapitan         | kapitan SW                   | kapitan                  | kapitan marynarki                  |
| major SG (komandor podporucznik SG)        | podinspektor Policji        | major                     | major | major                                       | podinspektor          | podinspektor        | młodszy brygadier       | major SW                     | major                    | komandor podporucznik              |
| podpułkownik SG (komandor porucznik SG)    | młodszy inspektor Policji   | podpułkownik              | podpułkownik | podpułkownik                                | młodszy inspektor     | młodszy inspektor   | brygadier               | podpułkownik SW              | podpułkownik             | komandor porucznik                 |
| pułkownik SG (komandor SG)                 | inspektor Policji           | pułkownik                 | pułkownik | pułkownik                                   | inspektor             | inspektor           | starszy brygadier       | pułkownik SW                 | pułkownik                | komandor                           |
| generał brygady SG (kontradmirał SG)       | nadinspektor Policji        | generał brygady           | generał brygady                                                                                                 | generał brygady                             | nadinspektor          | nadinspektor        | nadbrygadier            | generał SW                   | generał brygady          | kontradmirał                       |
| generał dywizji SG (wiceadmirał SG)        | generalny inspektor Policji | –                         | – | generał dywizji                             | generał               | –                   | generał brygadier       | –                            | generał dywizji          | wiceadmirał                        |
| generał dywizji SG (wiceadmirał SG)        | generalny inspektor Policji | –                         | – | generał dywizji                             | generał               | –                   | generał brygadier       | –                            | generał broni            | admirał floty                      |
| generał dywizji SG (wiceadmirał SG)        | generalny inspektor Policji | –                         | – | generał dywizji                             | generał               | –                   | generał brygadier       | –                            | generał                  | admirał                            |
| –                                          | –                           | –                         | – | –                                           | –                     | –                   | –                       | –                            | Marszałek Polski         | Marszałek Polski                   |
| „–” oznacza brak odpowiednika.             |                             |                           | |                                             |                       |                     |                         |                              |                          |                                    |